# 베아트릭스 드 베르망두아
베아트릭스 드 베르망두아(Béatrice de Vermandois, 880년 - 931년 3월 26일)는 카롤링거 왕조 왕가 출신 왕족으로 베르망두아 백작 헤르베르트 1세의 딸이다. 서프랑크 왕국의 왕 로베르 1세의 왕비이자, 위그 르 그랑의 어머니이자 라울의 장모이며, 위그 카페의 할머니이다.
롬바르디아의 왕 베른하르트 1세의 증손녀로, 샤를마뉴의 5대손이 된다.
그의 아들 위그 르 그랑은 서프랑크의 유력 귀족으로 프랑크 공이라는 지위로, 루이 4세 및 그 아들 로테르 3세와 갈등하였다. 그녀의 이름은 931년 3월 26일에 발행된 위그 르 그랑 관련 문서에 이름이 나타나면서 알려졌다.

## 생애
베아트릭스는 880년경 베르망두아의 백작 헤르베르트 1세와 그의 부인인 모로브아(Morvois) 출신 리우트가르트(Liutgarda) 또는 베르타(Berta)의 딸로 태어났다. 그녀는 헤르베르트 2세의 누나였고, 롬바르디아의 왕 베른하르트 1세를 통해 샤를마뉴의 후손이 된다. 890년경 네우스트리아의 후작 로베르 르 포르와 경건왕 루트비히의 딸 아델라이드의 아들인 파리 백작이자 브리타니 후작, 네우스트리아 후작 로베르와 결혼했다. 당시 로베르 1세의 두번째 혹은 세번째 재혼이었는데, 로베르는 후일 바이킹을 물리친 공로로 922년 서프랑크의 군주로 추대된다.
프랑스의 역사학자 크리스티앙 스테파니는 후일 외드가 샤를 단순왕 대신 자신의 후계자로 로베르를 지목하는 또다른 근거로 그녀가 카롤링거 왕가 출신이라는 것 때문이었다는 견해를 주장하기도 했다.
로베르티엥 가문의 로베르 1세와의 결혼으로 그는 훗날 프랑스의 카페 왕가와 그 분가들과 부르봉 왕가, 그밖에 스페인, 포르투갈의 부르봉 왕가의 조상이 된다. 922년 6월 22일 그녀의 남편 로베르 1세는 샤를 3세 생쁠을 대신해 서프랑크의 군주로 추대되었으며 플로도하르트에 의하면 6월 30일 귀족들이 이를 환호했다 한다. 그러나 계속된 전투에서 그녀의 남편 로베르 1세가 이겼고 샤를 생쁠은 로트링겐으로 도주했다. 그러나 923년 6월 25일 그녀의 남편 로베르 1세는 수아송에서 전투 중 살해되었다. 얼마 뒤 아들 위그 르 그랑은 왕관을 제의받았지만 거절했고, 왕위는 그녀의 사위 라울이 계승했다.
아들 위그 르 그랑 관련 문서를 통해 그녀는 931년 무렵에는 생존해 있었던 것으로 확인된다. 베아트릭스는 931년 3월 26일 무렵에 사망했다.

## 가계
- 할아버지 : 피핀 3세
- 아버지 : 헤르베르트 1세
- 어머니 : 이름 미상
  - 동생이자 사위 : 헤르베르트 2세
- 남편 : 로베르 1세, 비카롤링거 왕조 출신 서프랑크 왕국의 군주
  - 딸 : 아델라
  - 사위이자 동생 : 헤르베르트 2세
  - 아들 : 위그 르 그랑
    - 손자 : 위그 카페, 프랑스의 군주

  - 딸 : 엠마(Emma), 918년 무렵 라울과 결혼했다.
  - 사위 : 라울(Raoul), 서프랑크의 군주

## 참고
- Christian Settipani, La Préhistoire des Capétiens (Nouvelle histoire généalogique de l'auguste maison de France, vol. 1), Villeneuve d'Ascq, éd. Patrick van Kerrebrouck, 1993, 545 p. (ISBN 978-2-95015-093-6)
- René Poupardin, I regni carolingi (840-918), in «Storia del mondo medievale», vol. II, 1979, pp. 583–635
- Louis Halphen, Francia: gli ultimi carolingi e l'ascesa di Ugo Capeto (888-987), in «Storia del mondo medievale», vol. II, 1979, pp. 635–661
- Allen Mayer, I vichinghi, in «Storia del mondo medievale», vol. II, 1979, pp. 734–769